# Santa Clara del Cobre
Pour les articles homonymes, voir Santa Clara.
Santa Clara del Cobre est une ville magique (pueblo mágico) et une municipalité située au centre de l'état de Michoacán, au Mexique, à 18 km de Pátzcuaro et 79 km de Morelia, la capitale de l'état. Bien que le nom officiel de la municipalité soit Salvador Escalante, et que la ville soit souvent marquée comme « Villa Escalante » ou « Salvador Escalante » sur les cartes, les deux entités sont appelées indifféremment Santa Clara del Cobre. La ville fait partie de la région de Pátzcuaro au Michoacán et est dominée ethniquement par le peuple purépecha. Ces gens travaillent le cuivre depuis l'époque préhispanique, ce qui a conduit à la domination de cette ville dans l'artisanat du cuivre pendant la période coloniale (1519-1821) et jusqu'au XIXe siècle. Les revers économiques ont mené au quasi-effondrement de l'industrie jusqu'à ce que, dans les années 1940 et 1970, les efforts déployés pour redonner de l'importance au travail de la ville aient été couronnés de succès.
Santa Clara del Cobre a été nommée « Pueblo Mágico » en 2010.

## Histoire
Cette région, comme le reste de la région du lac de Pátzcuaro, a été colonisée par le peuple purépecha à partir du XIIe siècle. Dans cette région, les Purépechas ont fondé des villages tels que Churucumeo, Cuirindicho, Andicua, Huitzila, Taboreca et Itziparátzico, le village le plus proche de la ville moderne de Santa Clara del Cobre étant Xacuaro. De toutes les cultures mésoaméricaines, seuls les Purépecha et les Zapotèques d'Oaxaca étaient capables d'utiliser largement le cuivre. Ce métal était rare chez les Aztèques. Les Purépecha étaient les plus avancés en métallurgie, avec la capacité de fabriquer des cloches, des décorations, des bijoux et des outils comme des haches. Ils savaient aussi comment incruster de l'or dans des objets en cuivre. Les cimetières ont donné des objets en cuivre comme des haches, des masques et des pinces. Cela s'explique en partie par le fait que la région contenait des mines comme Inguarán et Opopeo qui étaient connues pour leur abondance et qui attiraient les Espagnols à leur arrivée.
Au début de la Conquête, la plupart des autochtones d'ici ont fui les Espagnols, mais ceux-ci les ont ensuite incités à revenir pour continuer leurs anciens métiers. Une des incitations que Vasco de Quiroga a donné aux indigènes de la région de Santa Clara a été le droit exclusif de produire des « cazos », un croisement entre un grand chaudron et un très grand wok. Ils sont encore utilisés aujourd'hui au Mexique, souvent pour fondre la graisse ou pour frire la peau de porc en chicharones. Il a également introduit de nouvelles méthodes de fusion et de travail du cuivre. L'évangélisation de la région fut dirigée par le frère Francisco Villafuerte, et la ville fut fondée comme Santa Clara de Acuero par le frère Martín de Jesús en 1521.
En 1540, une grande forge y fut construite pour faire fondre le cuivre, qui ne provenait pas de sources locales, mais plutôt de mines situées à des kilomètres. La fusion a été effectuée ici parce que le processus nécessite trois fois plus de charbon de bois que de minerai et que les forêts environnantes fournissent le charbon de bois. La ville a été officiellement fondée en 1553, sous le nom de Santa Clara de los Cobres. Santa Clara est devenue la zone de fusion de cuivre la plus importante de la Nouvelle-Espagne, répondant à la demande de chaudrons, d'alambics, de fûts, de cloches d'église et envoyant du cuivre à la Monnaie pour être frappé. En 1765, la ville de Santa Clara de los Cobres a incorporé deux établissements indiens appelés Santa María Opopeo et Santiago de Ario. Miguel Hidalgo y Costilla fut sacristain de l'église paroissiale en 1788. La colonie a été officiellement nommée ville en 1858 et appelée Santa Clara de Portugal en l'honneur de Cayetano de Portugal.
La production de cuivre a atteint son apogée dans la seconde moitié du XIXe siècle. A cette époque, un énorme incendie détruisit la ville et l'appauvrit de la fin du XIXe siècle au début du XXe. Il brûla de nouveau en 1910, et la population espagnole abandonna la ville pour Pátzcuaro et Morelia, tout près, ne laissant que les indigènes. La municipalité a été le théâtre du premier soulèvement en faveur de Francisco I. Madero, dirigé par Salvador Escalante. Cependant, la ville s'était tellement dégradée économiquement que la tradition de l'orfèvrerie a été ignorée par le Dr Atl dans son ouvrage classique de 1921, « Les arts populaires du Mexique ». En 1932, le nom de la ville a été changé pour Villa Escalante et le nom de la municipalité a été changé pour Salvador Escalante, mais aucun des deux noms n'a jamais été utilisé populairement. En 1946, un groupe d'artisans locaux a décidé d'organiser une foire du cuivre, qui se poursuit encore aujourd'hui. L'industrie du cuivre y a été relancée en fabriquant des cruches, des vases, des centres de table et d'autres objets décorés. Cependant, les mines de cuivre les plus proches ont été épuisées au milieu du XXe siècle. Aujourd'hui, les 10 000 tonnes de cuivre qui entrent chaque semaine à Santa Clara arrivent sous forme de fils et de câbles de cuivre recyclés provenant de compagnies électriques et téléphoniques du Mexique et de l'étranger.
En 1981, la ville changea son nom pour Santa Clara del Cobre mais conserva Salvador Escalante comme nom officiel de la municipalité.

## La ville
.

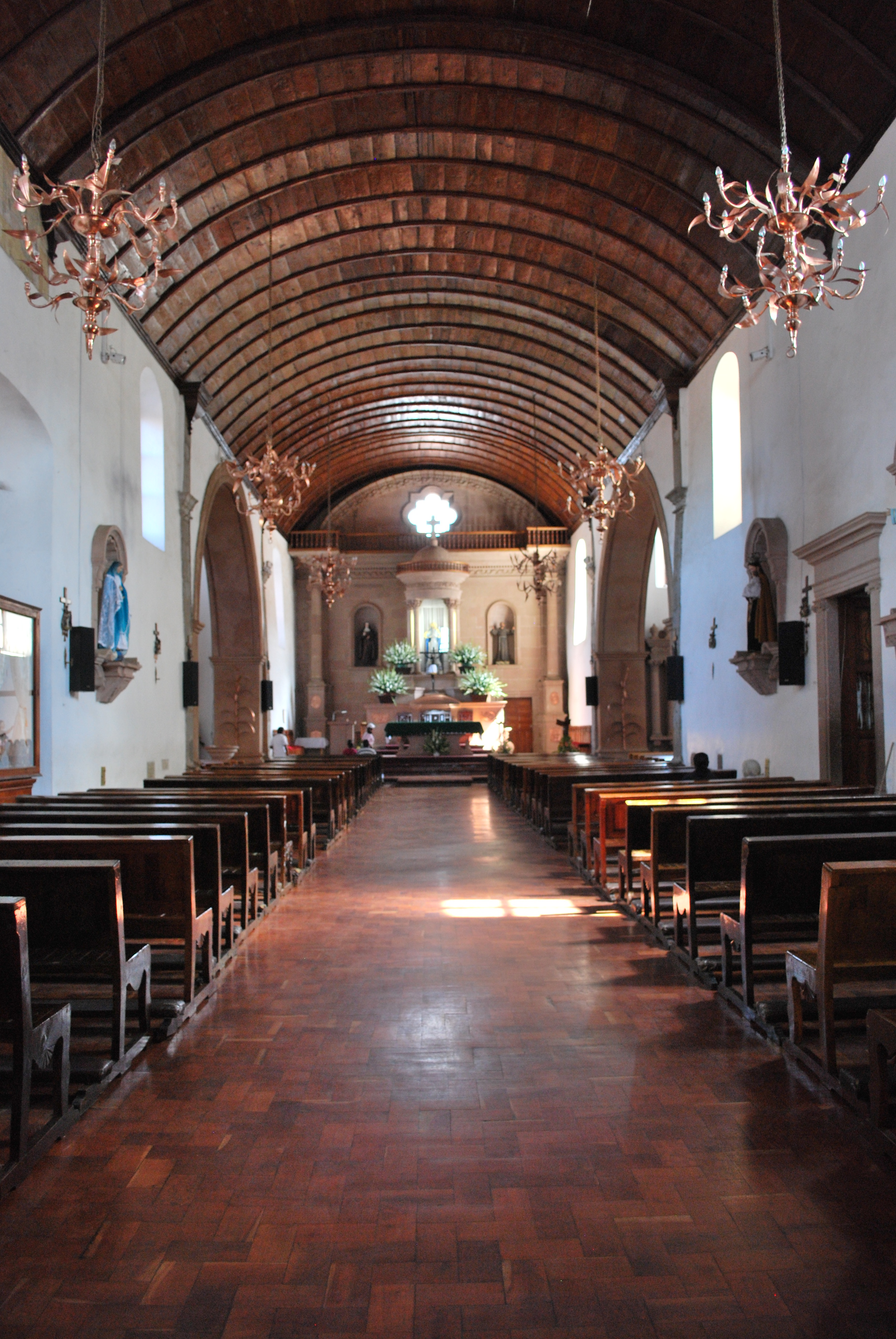
Eglise paroissiale avec lustres en cuivre et décorations murales

La ville a surtout conservé son aspect colonial, avec des maisons et d'autres bâtiments peints en blanc et recouverts de tuiles rouges. Les bâtiments plus anciens ont des murs épais en torchis. Beaucoup de maisons ont des décorations comme des cloches, des pots de fleurs, des heurtoirs de porte, etc. en cuivre.
Le centre de la ville est composé de deux places. L'une contient un kiosque avec un toit en cuivre, ainsi que des bancs et des poubelles peints pour ressembler à du cuivre. Face à cette place se trouvent de nombreux magasins qui vendent des produits en cuivre. À côté se trouve l'autre place qui fait face aux deux églises principales de la ville, la Paroisse de Santa Clara et la Chapelle de l'Hôpital. Juste à côté de la place du kiosque se trouve le Museo del Cobre (Musée du Cuivre). Le musée conserve une collection d'objets en cuivre martelés à la main de la période préhispanique venant des lauréats du festival annuel du cuivre de la ville, de chaque année jusqu'à nos jours, ainsi que des concours nationaux et internationaux. Une section contient des ateliers dans lesquels des cours sont donnés et abrite également l'Unión de Artesanos (Union des artisans) qui accrédite les forgerons et les produits afin de conserver et de développer davantage l'artisanat,,
.

## Cuivrerie

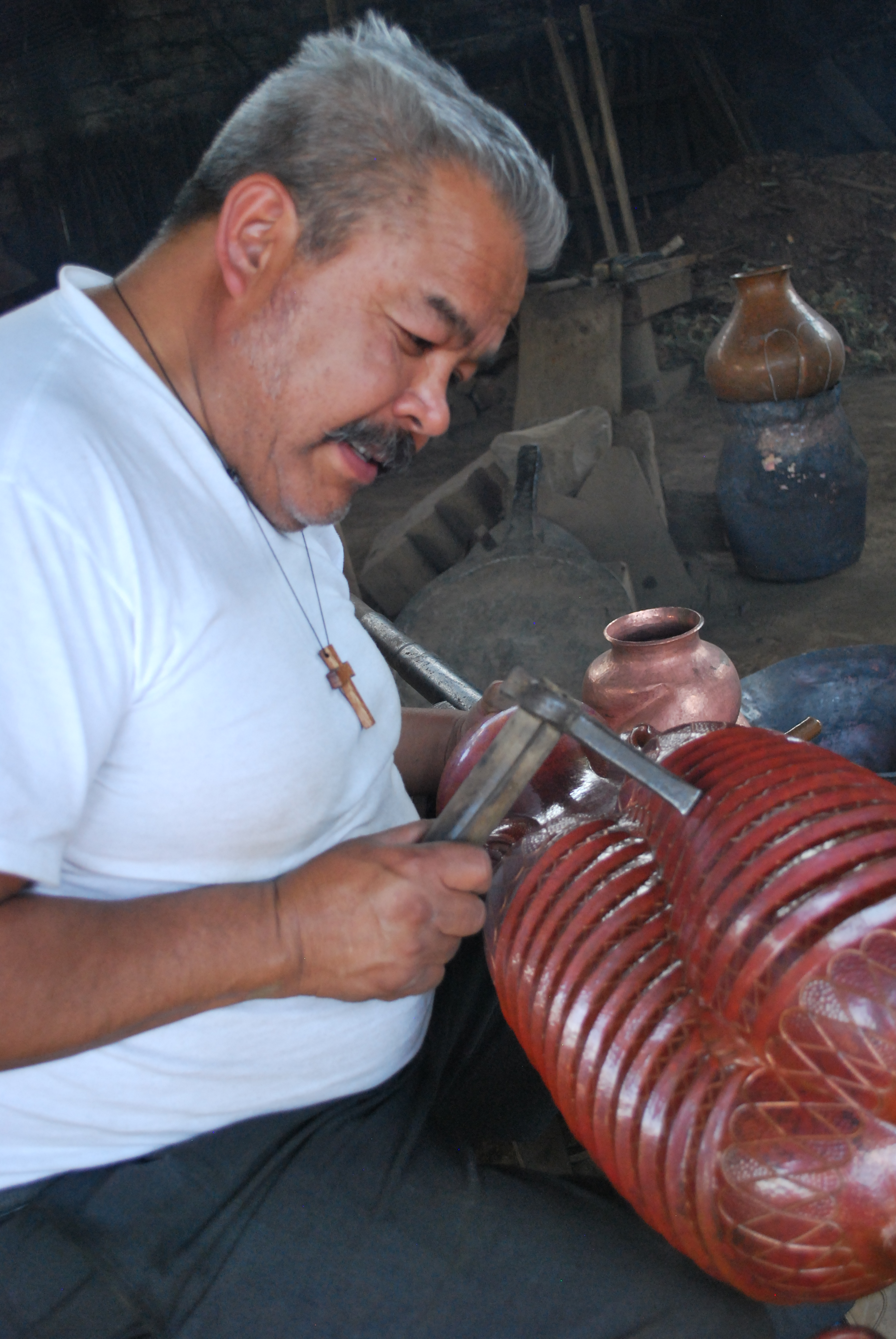
Le cuivrier Abdón Punzo dans son atelier à Santa Clara.

Le cuivre a été travaillé dans cette région depuis l'époque préhispanique, le Purépecha natif étant le forgeron le plus avancé de l'époque. Bien que les Espagnols aient introduit de nouvelles techniques, l'une des techniques indigènes qui a été conservée était celle de la fusion, car elle était plus efficace que les techniques européennes. Pour cette raison, les soufflets que l'on voit ici sont très différents des soufflets européens.
La majeure partie de la population de la ville, 82 %, est employée dans la fabrication d'articles en cuivre. Il y a 250 ateliers enregistrés dans et autour de la ville, qui traitent environ 450 tonnes de cuivre chaque année. Cela génère un revenu d'environ cinquante millions de pesos par an. De nombreux objets en cuivre sont de nature utilitaire - ustensiles de cuisine, divers types de récipients, casseroles, poêles, assiettes, assiettes, verres à shot, horloges, bijoux, vases, lits, tables, chaises, interrupteurs, comptoirs, éviers, même des baignoires, et beaucoup, beaucoup plus, le tout en cuivre. Toutefois, depuis les années 1970, des bijoux en cuivre, et de nombreux autres articles non essentiels ont également été faits ici. Les ateliers sont des entreprises familiales où les enfants apprennent le métier auprès de leurs parents. Il y a aussi un atelier-école coopératif pour l'enseignement de l'orfèvrerie, appelé Vasco de Quiroga.

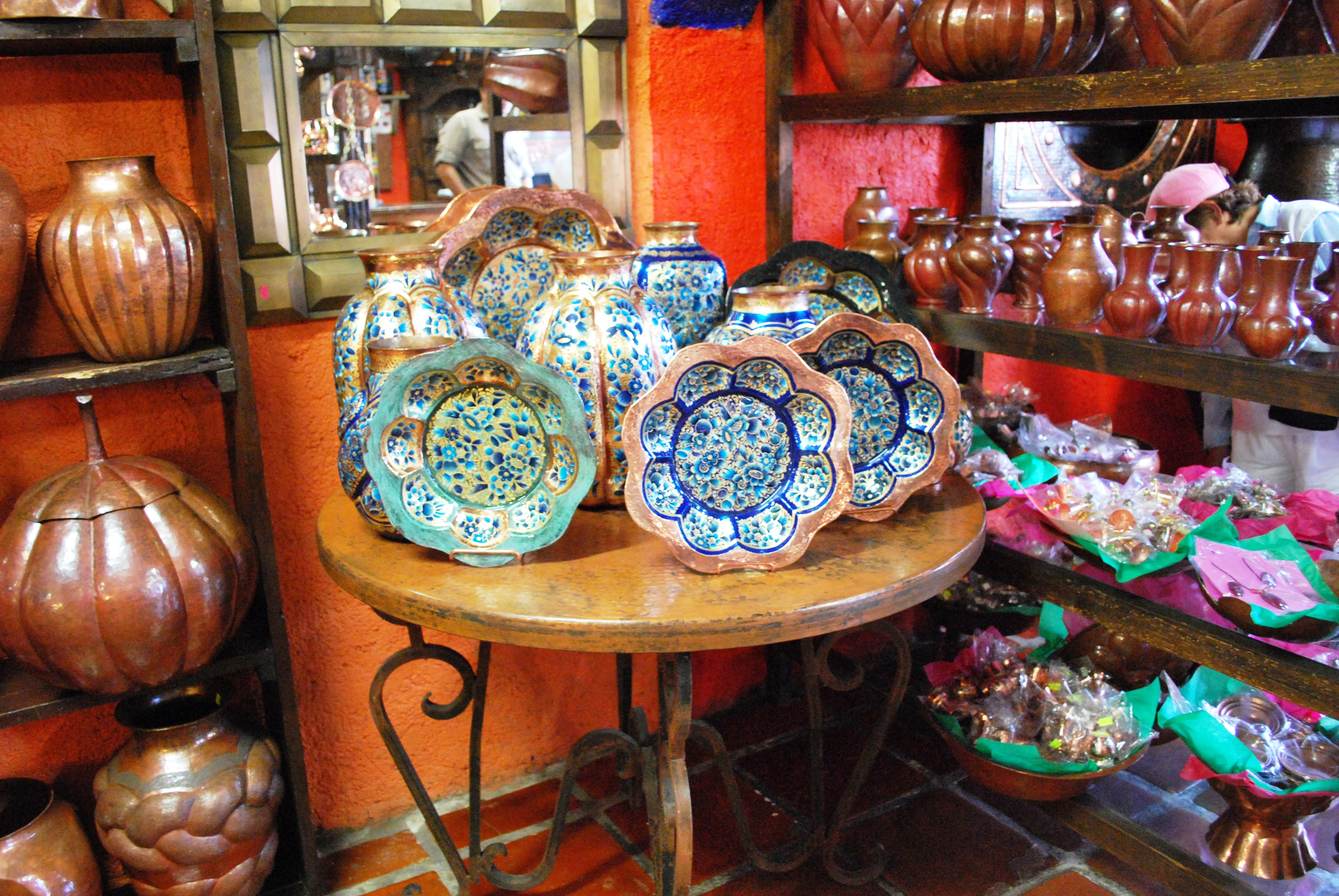
Vente d'objets en cuivre peints et polis.

La durée de fabrication varie de quatre jours à un mois, selon la taille, l'épaisseur et les éléments décoratifs. Un exemple est le toit en cuivre du kiosque de la ville qui est situé dans l'une des places principales. La fabrication d'une pièce dans un atelier nécessite généralement quatre personnes pour chauffer le métal, le tourner et le marteler.
Des pièces de cette ville ont été collectionnées par des musées dans différentes parties du monde ainsi que par des collectionneurs privés mexicains et internationaux. Cela a entraîné une augmentation des exportations d'articles fabriqués à partir de cette communauté. Pour promouvoir davantage l'œuvre de Santa Clara del Cobre, des expositions telles que celle intitulée « Santa Clara del Cobre Obras Maestras » (chefs-d'œuvre de Santa Clara del Cobre) ont eu lieu. Cette exposition particulière présentait plus de 200 travaux réalisés en cuivre, ainsi que l'histoire du travail du cuivre dans la ville.
Une force majeure dans le développement de l'œuvre de Santa Clara del Cobre depuis les années 1970 a été les efforts de l'Américain James Metcalf et son épouse, mexicaine Ana Pellicer. Tous deux étaient des artistes de renommée internationale avant de s'installer à Santa Clara del Cobre. Metcalf a été chargé de créer le flambeau olympique pour les Jeux Olympiques de 1968 et Pellicer a conçu les bijoux qui ornent la statue de la Liberté pour son 100e anniversaire,. Les deux ont établi un studio dans la ville, apportant de nouvelles approches au travail du cuivre. Ils ont fondé la Casa de Artesanía (maison de l'artisanat) en 1972, qui mettait l'accent sur les aspects collectifs de la guilde des anciens artisans. Des pièces publiques géantes ont été produites, des peintures murales aux bas-reliefs, qui ornent aujourd'hui des lieux comme le Centre des congrès d'Acapulco et l'Institut du commerce extérieur de Mexico. Ces pièces ont réussi à attirer l'attention du public sur l'artisanat de la forge du cuivre de cette ville. Jusqu'à cette époque, les femmes ne participaient pas à la fabrication d'objets en cuivre en raison de la force du haut du corps nécessaire pour marteler de gros objets. Pellicer a introduit la fabrication de bijoux en cuivre, les femmes fabriquant maintenant des chaînes et des petites perles. Le couple a introduit de nouvelles technologies telles que les tours, les planeuses, les moteurs électriques, les finitions en graines de lin, les conceptions informatiques et d'autres technologies fusionnées avec des conceptions indigènes traditionnelles,.
Avec le soutien du gouvernement, Metcalf et Pellicer ont fondé une école d'art et d'artisanat en 1976 dans la ville, où ils ont enseigné de nouvelles techniques, mis au point de nouveaux outils et fait des études culturelles, techniques et artistiques. Au fur et à mesure que l'école s'est développée, la participation du gouvernement mexicain s'est accrue, et l'école est devenue le Centre Adolfo Best Maugard pour la formation technique et industrielle créative, qui forme maintenant sa troisième génération d'étudiants venus de toutes les régions du Mexique. Il y a aussi des campus satellites à Guanajuato, Oaxaca et Chiapas,.

## Foire du cuivre
La Feria Nacional y Concurso del Cobre Martillado (Foire nationale et concours de cuivre martelé) a lieu fin août et/ou début septembre, autour de la fête patronale de la ville, Sainte Claire (Santa Clara). C'est l'un des événements qui a valu à l'État de Michoacán sa réputation de producteur d'artisanat d'art. Sa principale caractéristique est un concours d'artisanat du cuivre qui décerne plus de quatre-vingts prix avec une bourse combinée d'environ 400 000 pesos. Le festival débute par des discours de politiciens et un défilé qui comprend des chars, avec des thèmes liés au cuivre et à la région, y compris l'agriculture. D'autres attractions comprennent des groupes musicaux, des danses, des concours de chant, des événements sportifs, des feux d'artifice de voitures anciennes et des dégustations de nourriture. Les spécialités alimentaires locales comprennent la sopa rellena, les tostadas de carne Apache, les corundas et l'atole. Une reine du festival est également couronnée chaque année.